# Kinismo
El kinismo es una interpretación del cristianismo surgida en Estados Unidos, que interpreta a dicha religión desde el marco del nacionalismo blanco. La ideología es un "movimiento de separatistas antinmigrantes, de 'herencia sureña' que se separó del reconstruccionismo cristiano para defender la creencia de que el orden de Dios es amar a la especie al separar a las personas en líneas tribales y étnicas para vivir en grandes grupos de familia extendida".

## Historia e ideología
La ideología kinista surgió en la década de 1990 o a principios de la década de 2000.
Algunos kinistas estaban asociados con la Liga del Sur, de carácter neoconfederado; uno de sus miembros declaró que "La invasión de inmigración no blanca es la 'Solución final' al problema 'blanco' del Sur, el genocidio de la raza blanca. Creemos que la declaración del kinismo propone una solución bíblica para todas las razas. Si los blancos mueren, el Sur ya no existirá". Las obras de Robert Lewis Dabney y Rousas John Rushdoony juegan un papel importante en la ideología de muchos kinistas. Joel LeFevre, sucesor de Samuel T. Francis como editor de The Citizens Informer, la publicación de la organización partidaria del nacionalismo blanco Consejo de Ciudadanos Conservadores, respaldó el kinismo y dijo "Muy simplemente, sin algún nivel de discriminación, ninguna nación ... puede en absoluto existir permanentemente".
Los kinistas afirman que la Biblia prohíbe el mestizaje y la integración racial. La Liga Antidifamación señala que "a pesar de tener un conjunto explícito de creencias racialmente centradas, los Kinistas a menudo niegan que sean racistas". El movimiento está poco organizado y, como resultado, no tiene un solo líder; a partir de 2003, había varios activistas kinistas en los Estados Unidos, muchos de ellos tenían una presencia en Internet que consistía en sitios web y blogs.
Los kinistas son diferentes de otras sectas supremacistas blancas, como la Identidad Cristiana, el Wotanismo y el Movimiento de la Creatividad: "Lo que diferencia a los kinistas de muchos otros grupos de supremacía blanca es su adhesión a una forma bíblica del cristianismo cuya creencia central es la salvación universal a través de Cristo. Muchos otros grupos supremacistas blancos rechazan completamente el cristianismo o, cuando practican el cristianismo, se adhieren a una forma de religión que solo reconoce a los blancos como capaces de recibir la salvación".
El Southern Poverty Law Center ha llamado al kinismo "una nueva cepa del separatismo blanco que quiere que Estados Unidos se divida en miniestados raciales".